# Кавалеры ордена Святого Георгия IV класса А
Кавалеры ордена Святого Георгия IV класса на букву «А» 
Список составлен по алфавиту персоналий. Приводятся фамилия, имя, отчество; звание на момент награждения; номер по списку Григоровича — Степанова (в скобках номер по списку Судравского); дата награждения. Лица, чьи имена точно идентифицировать не удалось, не викифицируются.

## Аб
- Абаев, Харитон Тотуркович; поручик; 4 марта 1917
- Абаза, Виктор Иванович; полковник; 9 марта 1915
- Абазадзе, Владимир Георгиевич; поручик; 11 декабря 1915
- Абазинский, Василий Васильевич; капитан-лейтенант; № 3268; 26 ноября 1816
- Абаканович, Павел Константинович; генерал-майор; 26 сентября 1916
- Абакуменко, Алексей Яковлевич; штабс-капитан; 10 октября 1917
- Абакумов, Авраам Макарович; есаул; № 2648; 17 августа 1813
- Абалдуев, Платон Никитич; полковник; № 185 (157); 14 июля 1772
- Абалешев, Александр Александрович; генерал-майор; 25 апреля 1916
- Абамелек, Иван Семёнович; генерал-майор; № 3541; 16 декабря 1821
- Абамелек, Давид Семёнович; ротмистр; № 1987 (895); 20 мая 1808
- Абамеликов, Григорий Яковлевич; поручик; № 10141; 26 ноября 1858
- Абарин, Василий; генерал-майор; № 216; 26 ноября 1773
- Абациев, Дмитрий Константинович; генерал-лейтенант; 10 июня 1916
- Абациев, Константин Константинович; штабс-ротмистр; 15 января 1917
- Абашкин, Борис Никанорович; сотник; 5 августа 1917 (посмертно)
- Абгарянц, Стефан Христофорович; подполковник; 26 июля 1916 (посмертно)
- Абдулевский, Терентий Николаевич; капитан корпуса морской артиллерии; № 9480; 26 ноября 1854, за «выслугу 25 лет в офицерских чинах»[1]
- Аберкромби, Александр; полковник великобританской службы; № 3007; 6 августа 1815
- Абжолтовский, Николай Адольфович; полковник; 26 апреля 1916
- Абламовский, Фёдор; секунд-майор; № 386; 26 ноября 1783
- Аблеухов, Александр Дмитриевич; капитан; № 205 (172); 26 ноября 1772
- Аблеухов, Семён; подполковник; № 979; 26 ноября 1792
- Аблисимов, Степан Яковлевич; премьер-майор; № 1206; 26 ноября 1795
- Аблов, Матвей Потапович; подполковник; № 2971; 8 сентября 1814
- Аблов, Павел; майор; № 5855; 1 декабря 1838
- Абозин, Иосиф Иосифович; штабс-ротмистр; 31 октября 1917
- Аболешев, Михаил Николаевич (Нилович, Никитич); капитан-лейтенант; № 4517; 18 декабря 1830
- Абраменко-Горохов, Демьян; капитан; № 2580; 9 мая 1813
- Абрамов, Александр Алексеевич; полковник; № 5948; 3 декабря 1839
- Абрамов, Александр Константинович; капитан; № 10234; 25 декабря 1865
- Абрамов, Александр Михайлович; подпоручик; 13 января 1915
- Абрамов, Алексей Филиппович; капитан; № 6650; 5 декабря 1841
- Абрамов, Василий Емельянович; капитан-лейтенант; № 2256; 26 ноября 1810
- Абрамов, Иосиф Емельянович; капитан 1-го ранга; № 3933; 26 ноября 1826 — за 18 морских кампаний
- Абрамов, Лев Александрович; подполковник; № 8456; 26 ноября 1850
- Абрамович, Геркулиан Устинович; подполковник; № 7815; 26 ноября 1847
- Абрамович, Дмитрий Александрович; подполковник; 4 марта 1917
- Абрамович, Игнатий Акимович; генерал-майор; № 8159; 26 ноября 1849 — за выслугу лет
- Абриньба, Дмитрий Ильич; штабс-капитан; 29 июля 1916
- Абросимов, Виктор Климентьевич; поручик; 30 июля 1914
- Абрютин, Николай Антонович; полковник; № 3032; 26 ноября 1816
- Абрютин, Сергей Николаевич; капитан 2-го ранга; № 6299; 11 декабря 1840 — за выслугу лет
- Абрюцкий, Евфим; капитан 2-го ранга; № 1426; 26 ноября 1802
- Абухов, Илья Григорьевич; войсковой старшина; № 9168; 26 ноября 1853
- Абхазов, Иван Николаевич; майор; № 2546 (1179); 30 января 1813

## Ав
- Авадовский, Дмитрий Николаевич[2]; капитан; № 7350; 17 декабря 1844
- Аваков, Михаил Фёдорович; подпоручик; 25 сентября 1917
- Авалов, Захарий Соломонович; майор; № 10133; 26 ноября 1858
- Авалов, Иван Соломонович; майор; № 6604; 5 декабря 1841 — за выслугу лет
- Авалов, Иосиф Дмитриевич; поручик; № 5517; 15 августа 1837
- Авалов, Семён Николаевич; подполковник; 4 марта 1917
- Авдакушин, Александр Иванович; штабс-капитан; 2 февраля 1916
- Авдеев, Константин; поручик; 28 июля 1917
- Авдеев, Сергей Павлович; штабс-капитан; 5 апреля 1916, повторное награждение 14 марта 1917 (посмертно)
- Авдулин, Михаил Николаевич; штабс-ротмистр; № 2435 (1068); 4 сентября 1812
- Авдулов, Михаил Петрович; майор; № 8273; 26 ноября 1849
- Авербург, Василий Константинович; подполковник; 4 ноября 1914
- Авереску, Александр; генерал-лейтенант румынской службы; 9 июля 1917
- Аверкиев, Алексей Алексеевич; подполковник; № 8465; 26 ноября 1850  Архивная копия от 27 февраля 2015 на Wayback Machine
- Аверкин, Михаил Степанович; прапорщик; 5 мая 1917
- Аверьянов, Алексей Александрович; капитан; 19 мая 1915
- Аверьянов, Андрей Илларионович; войсковой старшина; № 10080; 26 ноября 1857
- Аверьянов, Константин Илларионович; есаул; № 7524; 12 января 1846
- Аветчин, Михаил Фёдорович; подполковник; 24 апреля 1915
- Авилов, Владимир Васильевич; полковник; 26 апреля 1915
- Авинов, Александр Павлович; лейтенант; № 3295; 26 ноября 1816 — за 18 морских кампаний
- Авинов, Сергей Александрович; генерал-майор; 23 декабря 1878
- Авксентьев, Дмитрий Николаевич; подполковник; 5 мая 1917
- Авраамов, Пантелей Григорьевич; капитан; № 4753; 21 декабря 1832
- Аврамов, Александр Николаевич; капитан; 30 декабря 1915
- Аврамов, Василий Васильевич; полковник; № 6464; 5 декабря 1841
- Аврамов, Иван Семёнович; полковник; № 1023; 26 ноября 1793
- Аврежио, Франц Францевич; полковник; № 7419; 12 января 1846
- Авринский, Александр Александрович; подполковник; 13 января 1915
- Автономов, Григорий Григорьевич; полковник; № 6450; 5 декабря 1841
- Авшаров, Даниил Авакович; подполковник; 23 января 1917

## Аг
- Агаларов, Гасан-бек; полковник; № 8147; 28 августа 1849
- Агапеев, Еремей; капитан; № 8312; 26 ноября 1849
- Агапеев, Сергей Иванович; подполковник; 30 июля 1905
- Агапов, Сергей Алексеевич; капитан; 4 марта 1917
- Агарков, Матвей; полковник; № 6254; 11 декабря 1840
- Агатонов, Александр Афанасьевич; подполковник; № 5795; 1 декабря 1838
- Агафонов, Антон Агафонович; полковник; № 9095; 26 ноября 1853
- Агеев, Михаил Иванович; капитан; № 8110; 26 ноября 1848
- Агеев, Павел Владимирович; капитан; 1917
- Агищев, Даниил Степанович; лейтенант; № 1905; 26 ноября 1807 — за 18 морских кампаний
- Аглаимов, Аким Петрович; подполковник; № 4733; 21 декабря 1832
- Агоев, Константин Константинович; подъесаул; 18 ноября 1917
- Агте, Христиан Андреевич; майор; № 3078; 26 ноября 1816

## Ад
- Адам Вюртембергский, принц; № 3002; 13 июля 1815
- Адам, Егор Андреевич; генерал-майор; № 6386; 12 декабря 1840 — за выслугу лет
- Адамидзе, Иван Илларионович; подпоручик; 28 июня 1916
- Адамов, Александр Викторович; подпоручик; 23 мая 1916 (посмертно)
- Адамов, Владимир Павлович; подполковник; 3 февраля 1916 (посмертно)
- Адамов, Пётр Петрович; подполковник; № 9149; 26 ноября 1853
- Адамов, Степан Степанович; капитан; № 1664; 5 февраля 1806
- Адамович, Александр Михайлович; майор; № 8269; 26 ноября 1849
- Адамович, Александр Петрович; подпоручик; 30 января 1915
- Адамович, Антоний Флорианович; капитан; № 7332; 17 декабря 1844
- Адамович, Евгений Петрович; подпоручик; 31 января 1915
- Адамович, Иван Григорьевич; майор; № 5827; 1 декабря 1838
- Адамович, Константин Александрович; штабс-капитан; 25 ноября 1916
- Адамович, Онуфрий Григорьевич; майор; № 7042; 4 декабря 1843
- Адамович, Прокофий Григорьевич; майор; № 6816; 3 декабря 1842
- Адамопуло, Пантелеймон Анастасьевич; капитан-лейтенант; № 1675; 5 февраля 1806 — за 18 морских кампаний
- Адамс, Аристарх Романович; капитан 2-го ранга; № 4111; 26 ноября 1827
- Адамс, Роберт Александрович; капитан 2-го ранга; № 7644; 1 января 1847
- Аданевич-Львович-Галковский, Филипп Васильевич; полковник; № 8412; 26 ноября 1850
- Адасовский, Николай Михайлович; подполковник; 7 февраля 1915
- Аделунг, Фёдор Фёдорович; полковник; № 5383; 6 декабря 1836
- Адеркас, Андрей Антонович; генерал-майор; № 1910 (816); 1 декабря 1807
- Адеркас, Георгий Васильевич; полковник; № 7749; 26 ноября 1847
- Аджиев, Павел Павлович; полковник; 27 января 1917
- Адишелидзев, Фёдор Ильич; майор; № 5628; 29 ноября 1837 (он же Ашелидзев)
- Адиясевич, Александр Михайлович; подпоручик; 4 марта 1917 (посмертно)
- Адлер, Иоганес Иванович; подпоручик; 7 ноября 1916
- Адлербаум, Евстафий Евстафьевич; штабс-капитан; № 7704; 1 января 1847
- Адлерберг, Александр Фёдорович; полковник; № 8183; 26 ноября 1849
- Адлерберг, Александр Яковлевич; полковник; № 6955; 4 декабря 1843 — за выслугу лет
- Адлерберг, Владимир Фёдорович; генерал-лейтенант; № 5094; 1 декабря 1835 — за выслугу лет
- Адлерберг, Иван Яковлевич; майор; № 115 (94); 12 мая 1771
- Адлерберг, Максим Фёдорович; полковник; № 4625; 25 декабря 1831
- Адлерберг, Николай Александрович; полковник; 16 декабря 1877
- Адлерберг, Фёдор Яковлевич (Густав-Фридрих); полковник; № 1021; 26 ноября 1793
- Адлерберг, Яков Фёдорович; капитан 2-го ранга; № 3154; 26 ноября 1816 — за 18 морских кампаний
- Адоевцев, Николай Михайлович; штабс-капитан; 4 апреля 1917
- Адольф-Фридрих, наследный великий герцог Мекленбург-Стрелицкий; 26 июля 1874
- Адриан, Николай Александрович; полковник; № 1342; 26 ноября 1802

## Аж — Аз — Аи
- Ажгаринов, Алексей Семёнович; подполковник; № 8446; 26 ноября 1850
- Ажинов, Василий Александрович; полковник; 5 ноября 1916
- Азанов, Иван Григорьевич; капитан; № 8121; 26 ноября 1848
- Азаров, Гавриил Ильич; прапорщик; 5 мая 1917
- Азаров, Николай Иванович; полковник; 18 сентября 1915 (посмертно)
- Азаров, Сергей Николаевич; капитан; 7 июля 1907
- Азаровский, Александр Фёдорович фон; подполковник; № 3967; 26 ноября 1826
- Азарьев, Александр Яковлевич; лейтенант; № 2263; 26 ноября 1810 — за 18 морских кампаний
- Азарьев, Никанор Афанасьевич; подполковник; № 7459; 12 января 1846
- Азарьев, Николай Николаевич; генерал-майор; 10 июня 1916
- Азбукин, Лазарь Павлович; полковник; 11 апреля 1917
- Азеев, Георгий Петрович; поручик; 10 октября 1917
- Ази-Айса, Сергей Иванович; прапорщик; 29 апреля 1917
- Азикуров, Иосиф Павлович; штабс-капитан; 26 августа 1916
- Аипов, Яков Васильевич; подполковник; № 10125; 26 ноября 1858
- Айгустов, Алексей Иванович; генерал-майор; № 4922; 3 декабря 1834

## Ак
- Акаро, Александр Васильевич; поручик; 27 января 1917
- Акатов, Владимир Сергеевич; подполковник; 4 марта 1917
- Акимов, Алексей Семёнович; полковник; № 9904; 7 апреля 1856 — за выслугу лет
- Акимов, Андрей Васильевич; капитан; № 9863; 26 ноября 1855
- Акимов, Дмитрий Акимович; подполковник; № 8957; 1 февраля 1852
- Акимов, Дмитрий Сергеевич; капитан 2-го ранга; № 2228; 26 ноября 1810 — за 18 морских кампаний
- Акимов, Лев Николаевич; капитан; 19 декабря 1917
- Акимов, Павел Иванович; штабс-капитан; 25 июня 1916
- Акимов, Пётр Дмитриевич; лейтенант; № 2192 (979); 19 августа 1810
- Акинфиев, Пётр; секунд-майор; № 168 (147); 13 ноября 1771
- Акинфиев, Юрий Фёдорович; поручик; 9 марта 1917 (посмертно)
- Акинфов, Фёдор Владимирович; штабс-ротмистр; № 2449 (1082); 9 ноября 1812
- Аккерман, Павел Петрович; подполковник; № 3655; 13 февраля 1823
- Аклейн, Иван Иванович; капитан 2-го ранга; № 232 (192); 26 ноября 1773
- Аклечеев, Фёдор Матвеевич; капитан-лейтенант; № 1242; 26 ноября 1795
- Аксаков, Иван Алексеевич; премьер-майор; № 1115; 26 ноября 1794
- Аксёнов, Василий Дмитриевич; поручик; 10 июня 1917
- Аксёнов, Иван Иванович; штабс-капитан; № 4287; 5 октября 1829
- Аксёнов, Константин Иванович; капитан; 4 марта 1917 (посмертно)
- Акулинин, Иван Григорьевич; подполковник; 28 августа 1916
- Акулов, Николай Петрович; капитан 1-го ранга; № 9655; 26 ноября 1855
- Акутин, Александр Никитич; полковник; № 3446; 26 ноября 1819
- Акутин, Владимир Иванович; генерал-майор; 9 сентября 1915
- Акутин, Павел Тимофеевич; штабс-капитан; 9 сентября 1915

## Ал
- Алабин, Филимон Иванович; капитан 2-го ранга; № 522; 26 ноября 1787
- Аладьин, Федот Андреевич; подполковник; № 3728; 26 ноября 1823
- Аландаренко (Арандаренко), Дмитрий Иванович; подполковник; № 7623; 1 января 1847
- Аландаренко, Иван Иванович; подполковник; № 8720; 26 ноября 1851
- Албанский, Василий Иванович; майор; № 3222; 26 ноября 1816
- Албанский, Иван Иванович; премьер-майор; № 702; 26 ноября 1789
- Албертов, Марк Егорович; генерал-майор; № 9932; 26 ноября 1856
- Албулов, Степан Степанович; капитан; № 6891; 3 декабря 1842
- Албычев, Алексей; подполковник; № 3511; 6 июня 1821
- Алгазин, Лаврентий Иванович; майор; № 7305; 17 декабря 1844
- Алгиландер, Пётр Андреевич; майор; № 9184; 26 ноября 1853
- Алдатов, Николай Борисович; капитан; 11 декабря 1915 (посмертно)
- Алединский, Александр Павлович; генерал-майор; № 3626; 13 февраля 1823 — за выслугу лет
- Алеев, Николай Павлович; поручик; 30 июня 1917 (посмертно)
- Алеев, Ростислав Николаевич; поручик; 18 ноября 1916
- Алейников, Александр Степанович; капитан; 12 января 1915 (посмертно)
- Алейников, Владимир Филиппович; полковник; 8 июля 1918
- Алейников, Иван Никитич; сотник; 22 декабря 1880
- Александер, Пётр; майор; № 2234; 26 ноября 1810
- Александр Баттенберг, принц; 20 июля 1877
- Александр князь Сербский; 5 сентября 1914
- Александр Николаевич, наследник цесаревич, великий князь; № 8343; 10 ноября 1850
- Александр Павлович, император Российский; № 1626 (656); 13 декабря 1805;
- Александр Гессен-Дармштадтский; генерал-майор; № 7372; 6 июля 1845
- Александров, Александр Александрович; подполковник; № 9153; 26 ноября 1853
- Александров, Александр Александрович; подполковник; № 6781; 3 декабря 1842
- Александров, Александр Васильевич; капитан; № 7334; 17 декабря 1844
- Александров, Виктор Александрович; штабс-капитан; 15 марта 1915
- Александров, Вукол Андреевич; подполковник; № 6495; 5 декабря 1841
- Александров, Вячеслав Николаевич; поручик; 18 мая 1915 (посмертно)
- Александров, Георгий Михайлович; капитан; 19 мая 1915
- Александров, Иван Никанорович; подполковник; № 10173; 26 ноября 1859
- Александров, Иван Петрович; майор; № 6342; 11 декабря 1840
- Александров, Иван Яковлевич; генерал-майор; № 3161; 26 ноября 1816
- Александров, Константин Константинович; подполковник; 28 августа 1916
- Александров, Михаил Андреевич; поручик; № 2880; 13 марта 1814
- Александров, Николай Дмитриевич; прапорщик; 1 сентября 1915 (посмертно)
- Александров, Павел Константинович; полковник; № 7155; 17 декабря 1844 — за выслугу лет
- Александров, Сергей Александрович; капитан; 11 января 1917
- Александров, Степан Александрович; подпоручик; 25 сентября 1917 (посмертно)
- Александрович, Александр Иванович; капитан-лейтенант; № 7510; 12 января 1846
- Александрович, Василий Иванович; капитан 2-го ранга; № 3249; 26 ноября 1816
- Александрович, Василий Иванович; ротмистр; 19 мая 1915 (посмертно)
- Александрович, Дмитрий Иванович; майор; № 2643; 17 августа 1813
- Александрович, Иван Иванович; штабс-капитан; 1 сентября 1915 (посмертно)
- Александрович, Николай; подполковник; № 5248; 1 декабря 1835
- Александровский, Алексей Тимофеевич; капитан 2-го ранга; № 7466; 12 января 1846
- Алексеев, Александр Александрович; полковник; № 6720; 3 декабря 1842
- Алексеев, Александр Петрович; полковник; № 8387; 26 ноября 1850
- Алексеев, Алексей Петрович; подполковник; № 2639; 17 августа 1813
- Алексеев, Анатолий Александрович; поручик; 31 августа 1915
- Алексеев, Василий Пахомович; поручик; 25 сентября 1917
- Алексеев, Владимир Васильевич; полковник; 3 февраля 1916
- Алексеев, Дмитрий; подпоручик; 25 мая 1916 (посмертно)
- Алексеев, Дмитрий; штабс-капитан; № 8321; 26 ноября 1849
- Алексеев, Дмитрий Александрович; майор; № 8071; 26 ноября 1848
- Алексеев, Дмитрий Алексеевич; майор; № 5284; 1 декабря 1835
- Алексеев, Иван Алексеевич; подполковник; № 8043; 26 ноября 1848
- Алексеев, Иван Игнатьевич; капитан 3-го ранга; № 1428; 26 ноября 1802
- Алексеев, Иван Степанович; генерал-майор; № 1822 (807); 22 ноября 1807
- Алексеев, Константин Андреевич; прапорщик; 8 ноября 1917
- Алексеев, Константин Михайлович; генерал-лейтенант; 1 ноября 1905
- Алексеев, Леонтий Игнатьевич; майор; № 9813; 26 ноября 1855
- Алексеев, Михаил; майор; № 9197; 26 ноября 1853
- Алексеев, Матвей Нестерович; штабс-капитан; 22 декабря 1917
- Алексеев, Михаил Васильевич; генерал-лейтенант; 6 сентября 1914
- Алексеев, Михаил Павлович; капитан; 18 мая 1915
- Алексеев, Никита Петрович; подполковник; № 9401; 26 ноября 1854
- Алексеев, Николай Александрович; полковник; № 4085; 26 ноября 1827
- Алексеев, Николай Григорьевич; капитан; № 8547; 26 ноября 1850
- Алексеев, Николай Николаевич; подполковник; № 9133; 26 ноября 1853
- Алексеев, Павел Александрович; полковник; № 3902; 26 ноября 1826
- Алексеев, Павел Яковлевич; подполковник; № 2108; 26 ноября 1809
- Алексеев, Пётр Петрович; капитан 3-го ранга; № 3477; 26 ноября 1817
- Алексеев, Семён Григорьевич; капитан 2-го ранга; № 7365; 17 декабря 1844
- Алексеев, Тимофей Павлович; капитан-лейтенант; № 2364; 26 ноября 1811
- Алексеев, Харлампий Иванович; подполковник; № 9757; 26 ноября 1855 — за выслугу лет
- Алексеев-Месхиев, Ираклий Иванович; капитан; 25 апреля 1915
- Алексеевский, Андрей Фёдорович; майор; № 2552 (1185); 17 февраля 1813
- Алексеенко, Иван; майор; № 4496; 18 декабря 1830
- Алексеенко, Николай Алексеевич; подпоручик; 20 ноября 1915
- Алексей Александрович, великий князь; контр-адмирал; 9 января 1878
- Алексиано, Александр Павлович; лейтенант; № 234 (194); 30 июля 1774
- Алексиано, Антон Павлович; капитан 2-го ранга; № 584; 26 ноября 1788 — за 18 морских кампаний
- Алексиано, Панагиоти; лейтенант; № 194 (166); 8 сентября 1772
- Алексин, Андреян Яковлевич; капитан-лейтенант; № 3774; 26 ноября 1823
- Алексиу, Александр; полковник румынской службы; 25 марта 1918
- Алексополь, Фёдор Пантелеймонович; полковник; № 1564; 26 ноября 1804
- Аленич, Павел Игнатьевич; подполковник; № 3957; 26 ноября 1826
- Аленич, Самсон Георгиевич; поручик; № 10248; 27 июня 1867
- Аленников, Алексей Ильич; полковник; № 9051; 26 ноября 1853
- Аленников, Василий Тимофеевич; лейтенант; № 5092; 3 декабря 1834
- Алёхин, Авенир Николаевич; подпоручик; 17 апреля 1916 (посмертно)
- Алёхин, Константин Герасимович; подполковник; № 6516; 5 декабря 1841
- Алехнович, Иван Филиппович; полковник; № 6229; 11 декабря 1840
- Алибеков, Георгий Михайлович; корнет; 29 октября 1917
- Алиев, Эрис Хан Султан Гирей; генерал-майор; 1 ноября 1905
- Алимурзаев, Тимофей Мартынович (Али-Мурзаев, Темир-Хан); поручик; 13 мая 1918
- Алисов, Николай Васильевич; майор; № 1580; 26 ноября 1804
- Алиханов-Аварский, Максуд; подполковник; 28 декабря 1885
- Алкалаев, Хрисанф Павлович; корнет; № 8152; 4 сентября 1849
- Алкин, Матвей Михайлович; капитан; № 6873; 3 декабря 1842
- Алопеус, Фёдор Давидович; генерал-майор; № 9642; 26 ноября 1855
- Алопеус, Яков Самойлович; генерал-майор; № 9042; 26 ноября 1853
- Алтадуков, Тепсоруко Хамурзович; подполковник; 9 июня 1878
- Алтунжи, Эммануил Петрович; подполковник; 23 мая 1916
- Алтунин, Тихон Николаевич; подпоручик; 30 октября 1916 (посмертно)
- Алтухов, Захарий Никифорович; полковник; № 9366; 26 ноября 1854 — за выслугу лет
- Алтухов, Сергей; подпоручик; 20 ноября 1915
- Алфёров, Василий Павлович; майор; № 7867; 26 ноября 1847
- Алфёров, Фёдор Макарович; войсковой старшина; 5 августа 1917
- Алферьев, Василий; премьер-майор; № 1217; 26 ноября 1795
- Алферьев, Василий Васильевич; капитан-лейтенант; № 2036; 26 ноября 1808
- Алферьев, Николай Васильевич; капитан-лейтенант; № 3086; 26 ноября 1816
- Алфимов, Пётр Васильевич; премьер-майор; № 1207; 26 ноября 1795
- Алхазов, Яков Кайхосрович; генерал-майор; 1877
- Альбедиль, Константин Карлович; подполковник; № 4369; 19 декабря 1829
- Альбедиль, Максим Карлович; капитан; № 5646; 29 ноября 1837
- Альбедиль, Пётр Романович; полковник; № 2318; 26 ноября 1811
- Альберт I (король Бельгии); 5 сентября 1914
- Альбрехт (Альберт), принц Прусский; 10 октября 1870
- Альберт, принц Прусский; № 10215; 1 декабря 1862
- Альберт, принц Саксен-Альтенбургский герцог Саксонский; полковник; 1 декабря 1870
- Альберти-де-Посия, Варфоломей; полковник австрийской службы; № 2961; 3 августа 1814
- Альбокринов, Николай Петрович; капитан; 27 сентября 1916
- Альбрехович, Антон Тимофеевич; капитан; № 9491; 26 ноября 1854
- Альбрехт (Альберт), эрцгерцог Австрийский; № 8137; 29 апреля 1849
- Альбрехт, Александр Иванович; полковник; № 2531 (1164); 3 января 1813
- Альбрехт, Александр Павлович; полковник; 19 марта 1917
- Альбрехт, Карл Иванович; полковник; № 2924; 30 апреля 1814
- Альвенслебен, Густав фон; генерал от инфантерии прусской службы; 27 декабря 1870
- Альтфатер, Дмитрий Васильевич; полковник; 30 декабря 1915
- Альфонс, граф Казертский принц Бурбон-Неаполитанский; № 10204; 21 февраля 1861
- Альфред Виндишгрец, принц, полковник австрийской службы; № 2957; 3 августа 1814
- Альфтан, Владимир Алексеевич; генерал-лейтенант; 3 февраля 1915
- Альфтан, Владимир Эдуардович; подпоручик; 17 октября 1915 (посмертно)
- Алябьев, Александр Абрамович; поручик; 4 апреля 1917
- Алякринский, Анатолий Павлович; подпоручик; 18 сентября 1916
- Алякритский, Сергей Александрович; поручик; 25 мая 1917
- Алянчиков, Константин Николаевич; полковник; 29 сентября 1915

## Ам
- Амантов, Афанасий Мартынович; подполковник; № 8692; 26 ноября 1851 — за выслугу лет
- Амасийский, Владимир Яковлевич; штабс-капитан; 25 июня 1916
- Амасийский, Яков Васильевич; прапорщик; 29 декабря 1878 (по другим данным 29 февраля 1879)
- Амашукели, Захарий Васильевич; полковник; 15 октября 1916
- Амбарданов, Григорий Степанович; майор; № 7078; 4 декабря 1843
- Амбразанцев, Николай Дмитриевич; генерал-лейтенант; № 1519; 26 ноября 1803 — за выслугу лет
- Амброжевич, Михаил Георгиевич; поручик; 26 января 1917
- Амбюль, Фёдор Карлович; поручик; 13 января 1915
- Амвросий (Матвеев); иеромонах, полковой священник; 13 сентября 1916 (посмертно)
- Амбургер, Фёдор Карлович; полковник; № 8391; 26 ноября 1850
- Амелунг, Юлиус Карлович; подполковник; № 9716; 26 ноября 1855
- Амельянович-Павленко, Иван Васильевич; капитан; 25 сентября 1916
- Амельянович-Павленко, Михаил Владимирович; полковник; 18 июля 1916
- Аметистов, Тихон Александрович; капитан; 5 мая 1917
- Амилахори, Иван Гивич; генерал-майор; 23 декабря 1878
- Амилахори, Гиви Иванович; полковник; 23 мая 1916
- Аминов, Густав Густавович; полковник; № 8208; 26 ноября 1849
- Аминов, Иоганн Александрович; полковник; 5 мая 1878
- Амираджибов, Михаил Кайхосрович; полковник; 1877
- Аммон, Александр Людвигович; штабс-капитан; 19 мая 1915
- Аммондт, Василий Антонович фон; генерал-майор; № 6685; 3 декабря 1842 — за выслугу лет
- Аммосов, Николай Алексеевич; генерал-майор; № 6699; 3 декабря 1842

## Ан
- Анадольский, Николай Егорович; подполковник; № 8041; 26 ноября 1848
- Ананио, Михаил Фёдорович; полковник; 12 февраля 1917
- Ананьев, Константин Дмитриевич; прапорщик; 17 октября 1915
- Ананьев, Сергей Анисимович; подполковник; 24 апреля 1915
- Анастасиенко, Николай Семёнович; штабс-капитан; 17 февраля 1878
- Анастасьев, Иосиф Анастасьевич; подполковник; № 3112; 26 ноября 1816
- Анастасьев, Спиридон Николаевич; майор; № 6587; 5 декабря 1841
- Анастопуло, Пантелей Антонович; капитан 2-го ранга; № 1670; 5 февраля 1806 — за 18 морских кампаний
- Ангальт-Бернбургский, принц Виктор-Амедей; генерал-майор; № 278 (231); 26 ноября 1775
- Ангеляр, Иван; полковник; № 85; 25 ноября 1770
- Ангеляр, Иван Иванович; подполковник; № 489; 26 ноября 1787
- Ангилеев, Владимир Иванович; полковник; 23 сентября 1915
- Англарес, Антон Петрович; полковник; № 7196; 17 декабря 1844
- Ангуладзе, Георгий Бежанович; полковник; 4 апреля 1917
- Андерс, Владислав-Альберт Фридрихович; штабс-ротмистр; 15 января 1917
- Андерсон, Александр Карлович; майор; № 7854; 26 ноября 1847
- Андерсон, Эмиль Петрович; подполковник; 23 сентября 1915
- Анджапаридзе, Иван Артемьевич; штабс-капитан; 25 ноября 1916
- Анджиков, Егор Сидорович; полковник; № 4456; 18 декабря 1830
- Андреев, Александр Дмитриевич; полковник; № 2481 (1114); 23 декабря 1812 (посмертно)
- Андреев, Александр Николаевич; капитан-лейтенант; № 9332; 20 ноября 1854
- Андреев, Алексей Сидорович; полковник; № 5159; 1 декабря 1835
- Андреев, Анатолий Владимирович; капитан; 14 июня 1915 (посмертно)
- Андреев, Андрей Порфирьевич; капитан 1-го ранга; 27 сентября 1904
- Андреев, Василий Васильевич; майор; № 9172; 26 ноября 1853
- Андреев, Василий Иванович; подполковник; № 6790; 3 декабря 1842
- Андреев, Гавриил Андреевич; штабс-капитан; № 9873; 26 ноября 1855
- Андреев, Дмитрий Дмитриевич; подполковник; 13 января 1915
- Андреев, Егор Петрович; капитан-лейтенант; № 4508; 18 декабря 1830
- Андреев, Иван Никифорович; майор; № 6618; 5 декабря 1841
- Андреев, Иван Павлович; майор; № 9198; 26 ноября 1853
- Андреев, Михаил Ефимович; капитан; № 9209; 26 ноября 1853
- Андреев, Михаил Павлович; капитан; 27 января 1917
- Андреев, Никифор; полковник; № 4450; 18 декабря 1830
- Андреев, Николай Карпович; капитан; № 6151; 3 декабря 1839
- Андреев, Николай Николаевич; полковник; № 8421; 26 ноября 1850
- Андреев, Николай Николаевич; капитан; 24 октября 1904
- Андреев, Николай Семёнович; лейтенант; № 3436; 15 февраля 1819
- Андреев, Олег Константинович; подпоручик; 31 мая 1915
- Андреев, Павел Семёнович (Васильевич?); подполковник; № 4711; 21 декабря 1832
- Андреев, Фёдор; ротмистр; № 1283; 26 ноября 1795
- Андреевич, Гордий Максимович; капитан; № 6881; 3 декабря 1842
- Андреевский, Владимир Степанович; подполковник; 22 мая 1915
- Андреевский, Владимир Тимофеевич; полковник; № 6435; 5 декабря 1841
- Андреевский, Леонид Иванович; штабс-капитан; 4 марта 1917
- Андреевский, Николай Дмитриевич; майор; № 4163; 21 августа 1828
- Андреевский, Станислав Пафнутьевич; полковник; № 8430; 26 ноября 1850
- Андреевский, Степан Степанович; ротмистр; № 1985 (893); 20 мая 1808
- Андреянов, Иван Иванович; подполковник; № 2200 (987); 19 ноября 1810
- Андреянов, Иван Моисеевич; полковник; № 4084; 26 ноября 1827
- Андреянов, Кондратий Иванович; капитан 2-го ранга; № 2229; 26 ноября 1810
- Андреянов, Пётр Ермолаевич; секунд-майор; № 1272; 26 ноября 1795
- Андржиевский, Константин Клитович; полковник; 7 июля 1907
- Андржейкович, Иван Фаддеевич; генерал-майор; № 4048; 26 ноября 1827
- Андрианов, Павел Маркович; генерал-майор; 8 октября 1917
- Андриевич, Сергей Александрович; подполковник; 25 марта 1916
- Андриевский, Василий Григорьевич; подполковник; № 9119; 26 ноября 1853
- Андриевский, Дмитрий Иванович; полковник; 10 июня 1916
- Андриевский, Иван Дементьевич; подполковник; № 6505; 5 декабря 1841
- Андриенко, Георгий Максимович; прапорщик; 25 июня 1916
- Андриянов, Алексей Иванович; полковник; 1845[3]
- Андриянов, Алексей Павлович; полковник; № 7407; 12 января 1846
- Андриянов, Виссарион Иванович; полковник; № 7750; 26 ноября 1847
- Андриянов, Николай Алексеевич; подъесаул; 14 июня 1915 (посмертно)
- Андроников, Александр Семёнович; капитан; 3 февраля 1915 (посмертно)
- Андроников, Иван Малхазович; полковник; № 4404; 6 августа 1830
- Андроников, Николай Ильич; капитан; № 4671; 21 декабря 1832
- Андроников, Николай Спиридонович; поручик; 7 апреля 1915 (посмертно)
- Андроников, Реваз Иванович; генерал-майор; № 9638; 26 ноября 1855 — за выслугу лет
- Андросов, Павел Владимирович; подполковник; 7 февраля 1917
- Андрузский, Павел Владимирович; полковник; № 8640; 26 ноября 1851
- Андрузский, Христофор Владимирович; подполковник; № 8721; 26 ноября 1851
- Андрусенко, Георгий Флорович; поручик; 3 февраля 1915
- Андрушкевич, Николай Стефанович; поручик; 25 сентября 1916
- Андрющенко, Макарий Николаевич; прапорщик; 9 сентября 1915
- Анжели, Франц фон; подполковник; № (34); 14 октября 1770 (18 июня 1774 г. исключён из службы и лишён ордена)
- Анжу, Пётр Фёдорович; капитан-лейтенант; № 4138; 21 декабря 1827
- Анзоров, Александр Фёдорович (Мудар Кайсынович); поручик; 25 февраля 1907
- Аникеев, Николай; подъесаул; 22 сентября 1919
- Аникиев, Александр Петрович; капитан; № 8304; 26 ноября 1849
- Аникиев, Дмитрий Васильевич; генерал-майор; № 3489; 6 июня 1821
- Анисимов, Александр; полковник; № 8210; 26 ноября 1849
- Анисимов, Иван Дмитриевич; капитан; 13 января 1915
- Анисимов, Константин Андреевич; подпоручик; 19 апреля 1878
- Анисимов, Леонид Александрович; капитан; 3 июля 1915
- Анисимов, Михаил Козьмич; капитан; № 8294; 26 ноября 1849
- Анисимов, Михаил Сергеевич; поручик; 24 мая 1916
- Анисимов, Сергей Александрович; прапорщик; 24 апреля 1915
- Анискин, Иван Александрович; поручик; 5 мая 1917
- Аничин, Матвей Васильевич; прапорщик; 30 декабря 1915
- Аничков, Михаил Андреевич; полковник; № 4974; 3 декабря 1834
- Аничков, Пётр Никитич; капитан 1-го ранга; № 294; 26 ноября 1776 — за 18 морских кампаний
- Анищенков, Владимир Владимирович; полковник; 1 июня 1915 (посмертно)
- Анищенков, Иван Яковлевич; майор; № 7073; 4 декабря 1843
- Анкудинов, Николай Иванович; подпоручик; 26 января 1917
- Анкудинов, Степан; капитан; № 9218; 26 ноября 1853
- Анненков, Александр Иванович; полковник; № 6969; 4 декабря 1843
- Анненков, Владимир Егорович; генерал-майор; № 5917; 3 декабря 1839 — за выслугу лет
- Анненков, Евграф Александрович; полковник; № 1066 (551); 26 октября 1794
- Анненков, Михаил Дмитриевич; лейтенант; № 4024; 26 ноября 1826
- Анненков, Николай Николаевич; полковник; № 4532; 4 мая 1831
- Анненков, Николай Петрович; генерал-лейтенант; № 4914; 3 декабря 1834 — за выслугу лет
- Анненков, Фёдор Васильевич; полковник; № 7546; 1 января 1847
- Аноев, Александр Фёдорович; капитан; 25 февраля 1907
- Аносов, Никита Афанасьевич; подполковник; № 4838; 25 декабря 1833
- Аносов, Николай Степанович; генерал-майор; 5 февраля 1916
- Анреп, Генрих-Рейнгольд (Роман) Карлович; полковник; № 724 (371); 28 апреля 1790
- Анреп, Роман Романович; полковник; № 4244; 1 января 1829
- Анреп-Эльмпт, Иосиф Романович; полковник; № 4396; 28 января 1830
- Ансельм-де-Жибери, Яков Иванович (Жибори, Ансельм де); полковник; № 2046 (917); 26 ноября 1808
- Ансио, Александр Егорович; полковник; № 2179 (966); 26 июня 1810
- Антипа, Иван Семёнович; капитан-лейтенант; № 9788; 26 ноября 1855
- Антипа, Семён Андреевич; капитан 2-го ранга; № 4234; 25 декабря 1828
- Антипин, Илья Петрович; капитан 1-го ранга; № 6470; 5 декабря 1841
- Антипин, Пётр Иванович; капитан 3-го ранга; № 1812 (798); 9 сентября 1807
- Антипин, Яков Петрович; капитан; № 5339; 1 декабря 1835
- Антипов, Иван Фёдорович; подполковник; № 5025; 3 декабря 1834
- Антипов-Волынский, Александр Андреевич; прапорщик; 29 июля 1916
- Антоний (Смирнов); иеромонах; ноябрь-декабрь 1914 (посмертно)
- Антонов, Андрей Васильевич; штабс-капитан; 20 мая 1915
- Антонов, Василий Корнилович; подполковник; № 6039; 3 декабря 1839
- Антонов, Василий Кириллович; подполковник; 18 октября 1917 (посмертно)
- Антонов, Георгий Александрович; корнет; 30 декабря 1915 (посмертно)
- Антонов, Иван Ефимович; есаул; 27 ноября 1915
- Антонов, Иван Филаретович; есаул; 11 августа 1877
- Антонов, Кирилл Семёнович; майор; № 5271; 1 декабря 1835
- Антонов, Михаил Васильевич; есаул; 26 августа 1916 (посмертно)
- Антонов, Михаил Николаевич; штабс-капитан; 6 августа 1915
- Антонов, Николай Меркуриевич; капитан; № 6130; 3 декабря 1839
- Антонов, Тимофей Иванович; капитан; 23 мая 1916
- Антонович, Николай Владимирович; подполковник; 10 июня 1916
- Антоньев, Аким Александрович; капитан; № 8109; 26 ноября 1848
- Антошевский, Иосиф Казимирович; подполковник; № 9769; 26 ноября 1855
- Антропов, Николай Александрович; майор; № 5462; 6 декабря 1836
- Антропов, Николай Николаевич; подполковник; № 2591; 17 июня 1813
- Антуфьев, Виктор Фавстович; подполковник; 30 декабря 1915
- Антюшин, Дмитрий; секунд-майор; № 408; 26 ноября 1784
- Анучин, Аркадий Герасимович; капитан; № 10180; 26 ноября 1859
- Анфилов, Борис Иосафович; поручик; 29 мая 1915

## Ао — Ап
- герцог Аостский, Эммануил Филиберт; генерал итальянской службы; 7 февраля 1917
- Апальков, Георгий Алексеевич; поручик; 26 января 1915
- Апанасов, Матвей Иванович; подъесаул; 30 декабря 1915 (посмертно)
- Апельд, Иван Фёдорович; подполковник; № 5995; 3 декабря 1839
- Апехтин, Павел Андреевич; подполковник; № 6486; 5 декабря 1841
- Аплечеев, Пётр Андреевич; лейтенант; № 1442; 26 ноября 1802
- Аплечеев, Яков Гаврилович; капитан; № 111 (90); 12 апреля 1771
- Апостолов, Алексей Григорьевич; полковник; № 4562; 16 декабря 1831
- Апостолов, Григорий Алексеевич; есаул; 30 декабря 1915
- Апостолов, Иван Петрович; полковник; № 3066; 26 ноября 1816
- Аппель, Христиан; фельдмаршал-лейтенант австрийской службы; № 8139; 29 апреля 1849
- Аппельрод, Борис Максимович; капитан; № 8801; 26 ноября 1851
- Апраксин, Александр Петрович; ротмистр; № 2865; 13 марта 1814
- Апраксин, Павел Павлович; прапорщик; 1 июня 1915
- Апраксин, Пётр Иванович; генерал-майор; № 5106; 1 декабря 1835 — за выслугу лет
- Апраксин, Степан Степанович; генерал от кавалерии; № 1501; 26 ноября 1803 — за выслугу лет
- Апраксин, Степан Фёдорович; генерал-майор; № 4296; 19 декабря 1829 — за выслугу лет
- Апраксин, Фёдор Александрович; полковник; № 881 (455); 19 февраля 1792
- Апраксин, Фёдор Петрович; подполковник; № 725 (372); 29 апреля 1790
- Апсеитов, Константин Иванович; полковник; № 7983; 26 ноября 1848
- Апухтин, Владимир Александрович; подпоручик; 4 марта 1917
- Апухтин, Николай Александрович; штабс-капитан; 4 марта 1917
- Апухтин, Пантелеймон Дмитриевич; полковник; 7 ноября 1916 (посмертно)
- Апушкин, Александр Аркадьевич; старший лейтенант; 3 декабря 1916
- Апушкин, Александр Николаевич; подполковник; № 2620; 4 августа 1813
- Апушкин, Пётр Васильевич; полковник; № 3454; 26 ноября 1819

## Ар
- Аравин, Пётр Николаевич; капитан-лейтенант; № 2151; 26 ноября 1809
- Араевский, Александр Николаевич; подполковник; 29 октября 1917
- Арапов, Александр Николаевич; генерал-майор; № 6913; 4 декабря 1843 — за выслугу лет
- Арапов, Николай Иванович; полковник; 18 мая 1915 (посмертно)
- Арапов, Фёдор; майор; № 951; 26 ноября 1792
- Араратов, Хачатур Герасимович; подполковник; 26 августа 1916
- Араратский, Михаил Осипович; прапорщик; № 7721; 28 марта 1847
- Арафелов, Григорий Григорьевич; штабс-капитан; 22 марта 1917
- Арбабов, Захар Христофорович; подполковник; № 5440; 6 декабря 1836
- Арбенев, Иоасаф Иевлевич; премьер-майор; № 682; 26 ноября 1789
- Арбенин, Иван Петрович; подполковник; № 8247; 26 ноября 1849
- Арбузов, Александр Павлович; лейтенант; № 6675; 5 декабря 1841
- Арбузов, Алексей Фёдорович; генерал-майор; № 4551; 16 декабря 1831
- Арбузов, Дмитрий Николаевич; подполковник; № 6291; 11 декабря 1840
- Арбурий, Эммануил Дмитриевич; лейтенант; № 2270; 26 ноября 1810
- Арванитаки, Фёдор Николаевич[4]; статский советник, майор в отставке; № 7154; 17 декабря 1844
- Аргамаков, Иван Андреевич; полковник; № 2615; 4 августа 1813
- Аргамаков, Иван Васильевич; полковник; № 2009; 26 ноября 1808
- Аргамаков, Матвей Васильевич; полковник; № 3099; 26 ноября 1816
- Аргамаков, Николай Николаевич; подполковник; 26 апреля 1915
- Аргамаков, Павел Исаевич; подполковник; № 9408; 26 ноября 1854
- Аргеев, Павел Владимирович; штабс-капитан; 31 октября 1917
- Аргун, Григорий Давыдович (Данилович); полковник; № 1930 (836); 10 апреля 1808
- Аргутинский-Долгоруков, Иван; капитан; № 8299; 26 ноября 1849
- Аргутинский-Долгоруков, Моисей Захарович; подполковник; № 4525; 9 апреля 1831
- Ардашев, Пётр Хрисанфович; майор; № 7473; 12 января 1846
- Арджеванидзе, Георгий Павлович; генерал-майор; 9 июля 1916
- Арефьев, Иван Арефьевич; подпоручик; 7 ноября 1916
- Арефьев, Иван Иванович; прапорщик; 14 июня 1915
- Арешев, Михаил Васильевич (Николаевич?); подполковник; 31 мая 1915
- Аржанов, Иван Александрович; прапорщик; 26 ноября 1917
- Аржант; полковник австрийской службы; № 2641; 9 сентября 1813
- Аристов, Алексей Васильевич; майор; № 8754; 26 ноября 1851
- Аристов, Антон Фёдорович; подполковник; № 7234; 17 декабря 1844
- Аристов, Иван Елисеевич; подполковник; № 7619; 1 января 1847 — за выслугу лет
- Аристов, Никифор Яковлевич; секунд-майор; № 1264; 26 ноября 1795
- Аристов, Павел Степанович; подполковник; № 5812; 1 декабря 1838
- Аристов, Савелий Андреевич; подполковник; № 3510; 6 июня 1821
- Арищенко, Григорий Григорьевич; капитан-лейтенант; № 6353; 11 декабря 1840
- Арищенко, Иван Григорьевич; капитан-лейтенант; № 6898; 3 декабря 1842
- Аркадьев, Вениамин Михайлович; капитан; 1 сентября 1915
- Аркас, Захар Андреевич; капитан-лейтенант; № 5493; 6 декабря 1836
- Аркас, Иван Андреевич; капитан-лейтенант; № 5090; 3 декабря 1834
- Аркас, Николай Андреевич; капитан 2-го ранга; № 9028; 1 февраля 1852 — за выслугу лет
- Аркмайшель, Николай; штабс-капитан; 9 мая 1919
- Аркулов, Андрей Фёдорович; капитан-лейтенант; № 5903; 1 декабря 1838
- Армфельт, Густав Густавович; генерал-лейтенант; № 6909; 4 декабря 1843 — за выслугу лет
- Арнаутов, Павел Иванович; капитан; № 9999; 26 ноября 1856
- Арнгольд, Бруно Эрнестович; поручик; 3 ноября 1916
- Арним, Леопольд фон; капитан прусской службы; № 2997; 23 июня 1815 (de:Leopold von Arnim)
- Арним; поручик № 3316; 25 января 1816
- Арним, Христиан фон; полковник; № 299; 26 ноября 1777
- Арнольд, Николай Иванович; полковник; № 7181; 17 декабря 1844
- Арнольди, Иван Карлович; полковник; № 2681; 24 сентября 1813
- Арнольди, Павел Карлович; подполковник; № 4855; 25 декабря 1833
- Арнольди, Пётр Карлович; полковник; № 5161; 1 декабря 1835 — за выслугу лет
- Аронов, Павел Андреевич; капитан-лейтенант; № 7927; 26 ноября 1847
- Арпсгофен, Егор Карлович; ротмистр; № 2870; 13 марта 1814
- Арпасий, Георгий; секунд-майор; № 1121; 26 ноября 1794
- Арсеньев, Александр Осипович; полковник; № 7963; 26 ноября 1848
- Арсеньев, Александр Фаддеевич; капитан; № 7104; 4 декабря 1843
- Арсеньев, Андрей Иванович; полковник; № 488; 26 ноября 1787
- Арсеньев, Григорий Васильевич; капитан; № 1814 (800); 9 сентября 1807
- Арсеньев, Евгений Константинович; полковник; 10 ноября 1914
- Арсеньев, Иван Алексеевич; полковник; № 4564; 16 декабря 1831
- Арсеньев, Иван Иванович; капитан-лейтенант; № 1241; 26 ноября 1795
- Арсеньев, Михаил Андреевич; полковник; № 2455 (1088); 21 ноября 1812
- Арсеньев, Никита Васильевич; генерал-майор; № 3490; 6 июня 1821
- Арсеньев, Николай Михайлович; генерал-майор; № 1965 (842); 20 мая 1808
- Арсеньев, Николай Николаевич; прапорщик; 25 сентября 1917
- Арсеньев, Павел Иванович; генерал-майор; № 3167; 26 ноября 1816
- Арсеньев, Савва Дементьевич; подполковник; № 1657; 5 февраля 1806
- Артаболевский, Пётр Александрович; полковник; 30 декабря 1915
- Артамонов, Александр; подполковник; № 7841; 26 ноября 1847
- Артамонов, Павел Петрович; полковник; № 6419; 5 декабря 1841
- Артапов, Александр Осипович; полковник; № 6965; 4 декабря 1843 — за выслугу лет
- Артеменко, Макарий; поручик; 29 сентября 1917
- Артемьев; майор; № 2671; 15 сентября 1813
- Артемьев, Василий Васильевич; генерал-лейтенант; 15 апреля 1915
- Артемьев, Василий Дмитриевич; подполковник; № 9895; 12 января 1856
- Артемьев, Евстафий Артемьевич; капитан 2-го ранга; № 465; 26 ноября 1786
- Артемьев, Иван Евстафьевич; капитан 3-го ранга; № 1617; 26 ноября 1804
- Артемьев, Иван Илларионович; подполковник; № 5024; 3 декабря 1834
- Артемьев, Фёдор Семёнович; полковник; 29 июля 1917
- Артифексов, Леонид Александрович; полковник; 29 июля 1918
- Артмеладзе, Давид Адамович; полковник; 6 января 1917
- Артюков, Фёдор Герасимович; лейтенант; № 2380; 26 ноября 1811 — за 18 морских кампаний
- Артюхов, Пётр Александрович; подпоручик; 20 ноября 1915
- Артюшков, Пётр Павлович; подполковник; 26 января 1917
- Архаленок, Никифор Игнатьевич; подпоручик; 1 марта 1916 (посмертно)
- Архангельский, Виктор Константинович; прапорщик; 1 марта 1916
- Архангельский, Владимир; штабс-капитан; 9 мая 1919
- Архангельский, Владимир Васильевич; штабс-капитан; 31 декабря 1916
- Архангельский, Дмитрий Николаевич; поручик; 23 декабря 1878
- Архангельский, Иван Аркадьевич; полковник; 29 июля 1916
- Архангельский, Пётр Еленетович; прапорщик; 20 октября 1917
- Архипов, Василий; поручик; 9 сентября 1915
- Архипов, Михаил Николаевич; подполковник; 25 мая 1917
- Архипович, Николай Георгиевич; генерал-майор; 24 апреля 1915
- Арцибашев, Андрей Степанович; капитан-лейтенант; № 3426; 15 февраля 1819
- Арцибашев, Иван Александрович; подполковник; № 8714; 26 ноября 1851
- Арцибашев, Павел Петрович; подполковник; № 8723; 26 ноября 1851
- Арцишевский, Евгений Болеславович; сотник; 12 февраля 1907
- Арцыбашев, Алексей Алексеевич; подполковник; № 6485; 5 декабря 1841
- Арцыбашев, Илья Александрович; майор; № 9201; 26 ноября 1853
- Арцыбашев, Константин Николаевич; поручик; 10 июня 1915
- Арцышевский, Антон Казимирович; полковник; № 4200; 25 декабря 1828
- Аршеневский, Дмитрий Александрович; премьер-майор; № 704; 26 ноября 1789
- Аршеневский, Николай Яковлевич; генерал-майор; № 477; 26 ноября 1787
- Аршеневский, Пётр Исаевич; премьер-майор; № 149 (128); 3 августа 1771
- Арютинов, Тигран Данилович; генерал-майор; 10 июня 1916 (посмертно)

## Ас
- Асанович, Александр Иванович; ротмистр; № 4502; 18 декабря 1830
- Асанович, Александр Матвеевич; майор; № 9792; 26 ноября 1855
- Асаульченко, Михаил Константинович; подпоручик; 20 мая 1915
- Асеев, Афанасий Фёдорович; подполковник; № 1576; 26 ноября 1804
- Асеев, Иов; майор; № 1669; 5 февраля 1806
- Асеев, Михаил Гаврилович; подполковник; № 7834; 26 ноября 1847
- Асланов, Александр Павлович; лейтенант; № 1682; 5 февраля 1806
- Асланов, Дракон Павлович; капитан-лейтенант; № 3280; 26 ноября 1816
- Асланович, Александр Осипович; подполковник; № 7003; 4 декабря 1843
- Асланович, Андрей Варфоломеевич; полковник; № 5163; 1 декабря 1835 — за выслугу лет
- Аслан-хан; полковник; № 3479; 30 февраля 1820
- Асмус, Иоганес Петрович; штабс-капитан; 26 июня 1916
- Асосков, Василий Иванович, полковник; № 4621; 25 декабря 1831
- Ассеев, Дмитрий Козьмич; полковник; № 8385; 26 ноября 1850
- Астапов, Николай Яковлевич; лейтенант; № 9549; 6 декабря 1854
- Астапов, Самуил Захарьевич; капитан; № 8546; 26 ноября 1850
- Астафьев, Александр Филиппович; полковник; № 3186; 26 ноября 1816
- Астафьев, Алексей Андреевич; майор; № 8767; 26 ноября 1851
- Астафьев, Алексей Иванович; подполковник; № 4848; 25 декабря 1833
- Астафьев, Алексей Николаевич; поручик; № 4651; 25 декабря 1831
- Астафьев, Владимир Васильевич; майор; № 7059; 4 декабря 1843
- Астафьев, Владимир Семёнович; полковник; 24 декабря 1916
- Астафьев, Лев Астафьевич; полковник; № 2833; 20 февраля 1814
- Астафьев, Николай Николаевич; штабс-капитан; 27 января 1917
- Астафьев, Яков; подполковник; № 1354; 26 ноября 1802
- Астахов, Василий Антонович; прапорщик; 18 ноября 1917
- Астахов, Иван Петрович; полковник; 6 апреля 1915
- Астахов, Никита Леонтьевич; премьер-майор; № 910 (484); 31 марта 1792
- Астраханкин, Павел Севастьянович; штабс-капитан; 26 сентября 1916
- Астраханцев, Владимир Александрович; поручик; 7 февраля 1917
- Астрецов, Павел Иванович; подполковник; № 5428; 6 декабря 1836
- Астрецов, Пётр Иванович; подполковник; № 4866; 25 декабря 1833

## Ат
- Атаев, Николай Георгиевич; штабс-капитан; 30 июня 1917
- Атажукин, Измаил-бей; премьер-майор; 1790 (в 1794 лишён чинов и орденов)
- Аташев, Виктор Семёнович; подпоручик; 5 мая 1917 (посмертно)
- Атрошенко, Афанасий Иванович; подпоручик; 3 января 1917 (посмертно)

## Ау — Аф — Ах
- Ауенфельс, Георг-Август; полковник австрийской службы; № 8155; 18 ноября 1849
- Аузан, Андрей Иванович; генерал-майор; 28 августа 1917
- Ауэ, Христофор Александрович; капитан; 29 мая 1915
- Афанасьев, Александр Егорович; подполковник; № 9135; 26 ноября 1853
- Афанасьев, Александр Лаврентьевич; майор; № 10197; 26 ноября 1860
- Афанасьев, Александр Парамонович; поручик; 24 октября 1904
- Афанасьев, Владимир Васильевич; подпоручик; 17 октября 1915 (посмертно)
- Афанасьев, Гавриил Лаврентьевич; полковник; № 7199; 17 декабря 1844
- Афанасьев, Георгий Павлович; подполковник; 25 ноября 1916
- Афанасьев, Дмитрий Егорович; подполковник; № 8223; 26 ноября 1849
- Афанасьев, Емельян Егорович; майор; № 7301; 17 декабря 1844
- Афанасьев, Иван Максимович; капитан-лейтенант; № 3615; 16 декабря 1821
- Афанасьев, Капитон Лаврентьевич; подполковник; № 10049; 26 ноября 1857
- Афанасьев, Лукьян Васильевич; генерал-майор; 10 июня 1915
- Афанасьев, Николай Васильевич; подпоручик; 4 марта 1917
- Афанасьев, Николай Дмитриевич; подполковник; 25 сентября 1917
- Афанасьев, Пётр; подполковник; № 3213; 26 ноября 1816
- Афанасьев, Пётр Фёдорович; капитан; № 1756 (742); 19 апреля 1807
- Афанасьев, Степан Григорьевич; подполковник; 3572; 16 декабря 1821
- Афанасьев, Фёдор Михайлович; полковник; 4 апреля 1917
- Афанасьев, Фёдор Никанорович; подпоручик; 3 февраля 1916
- Афанасьев, Яков Григорьевич; подполковник; № 2114; 26 ноября 1809
- Афинеос, Афанасий; полковник; № 1469; 15 декабря 1802
- Афонасьев, Иван; капитан; № 9867; 26 ноября 1855
- Афонин, Яков Тимофеевич; хорунжий; № 8151; 4 сентября 1849
- Афросимов, Павел Афанасьевич; майор; 25 марта 1791 (в списках не значится, но все источники говорят о награждении)
- Афончиков, Георгий Трофимович; подпоручик; 10 июня 1916
- Ахвердов, Иван Васильевич; полковник; 3 февраля 1916
- Ахвердов, Николай Александрович; полковник; № 5966; 3 декабря 1839 — за выслугу лет
- Ахвердов, Фёдор Исаевич; полковник; № 1919 (825); 5 февраля 1808
- Ахвледиани, Владимир Тарасович; подполковник; 7 января 1916 (посмертно)
- Ахвледиани, Ювеналий Ясонович; штабс-капитан; 26 августа 1916
- Ахвледиани, Ясон Александрович; полковник; 13 февраля 1905
- Ахлёстышев, Александр Дмитриевич; капитан 1-го ранга; № 5403; 6 декабря 1836
- Ахлёстышев, Дмитрий Дмитриевич; генерал-майор; № 5689; 1 декабря 1838 — за выслугу лет
- Ахлёстышев, Михаил Фёдорович; полковник; № 2566; 1 апреля 1813
- Ахматов, Константин Ефимович; подполковник; 30 июня 1917
- Ахматов, Фёдор Антонович; капитан 1-го ранга; № 524 (246); 14 июля 1788
- Ахметелов, Степан Георгиевич; полковник; 5 мая 1917
- Ахмылов, Иван Ульянович; майор; № 7061; 4 декабря 1843
- Ахте, Егор Андреевич; подполковник; № 2403 (1036); 10 марта 1812
- Ахшарумов, Дмитрий Иванович; полковник; № 2716; 20 октября 1813
- Ахшарумов, Иван Вениаминович; подполковник; № 3841; 12 декабря 1824
- Ахшарумов, Иосиф Давыдович; подполковник; 4 марта 1917

## Ач — Аш — Ащ
- Ачкасов, Михаил Васильевич; полковник; 15 апреля 1915 (посмертно)
- Ачкасов, Павел Александрович; подполковник; № 6476; 5 декабря 1841
- Ашеберг, Николай Фёдорович фон; полковник; № 5964; 3 декабря 1839 — за выслугу лет
- Ашеберг, Пётр фон; майор; № 7318; 17 декабря 1844
- Ащерин, Алексей Петрович; капитан-лейтенант; № 3379; 12 декабря 1817